# Bandırma Basketbol İhtisas Kulübü
El Bandırma Basketbol İhtisas Kulübü o Bandırma BİK. és un club de basquetbol de la ciutat de Bandırma, a Turquia.
El Banvit BK va ser fundat el 1994 per treballadors de Banvit, una empresa càrnia amb seu a Bandirma. L'equip va començar a jugar a les lligues regionals turques el 1998 i va ascendir a la segona divisió turca el 2001. El 2004, l'equip va ascendir a la BSL, com a campions de la segona divisió.

## Palmarès
- Basketball Champions League
  - Finalistes (1): 2016–17
- Lliga turca
  - Finalistes (1): 2012–13
- Copa turca
  - Campions (1): 2017
  - Finalistes (2): 2007, 2013
- Copa presidencial turca
  - Finalistes (1): 2017